# Djurgårdsteaterns uppsättningar
Det här är en lista över Djurgårdsteaterns i Stockholm uppsättningar.
ej komplett

## Ulrik Torsslow, 1837-1843
| År   | Produktion                                                                                                 | Upphovsmän                                                                                               | Noter                                                              |
| ---- | --- | --- | ------------------------------------------------------------------ |
| 1841 | Kotteriet                                                                                                  | Eugène Scribe                                                                                            |                                                                    |
| 1842 | Jesuiten Le jesuite                                                                                        | Victor Ducange och René-Charles Guilbert de Pixérécourt Översättning S.C. Götrik                         | Premiär 5 maj 1842                                                 |
| 1842 | Kedjan eller Mellan två eldar La chaine                                                                    | Eugène Scribe Översättning Fredrik Nikolas Berg                                                          | Premiär 9 maj 1842                                                 |
| 1842 | Hon är vansinnig Elle est folle                                                                            | Mélesville Översättning O. Andersson                                                                     | Premiär 16 maj 1842                                                |
| 1842 | Onkeln Der Oheim                                                                                           | Prinsessan Amalia av Sachsen Översättning O.N. Tillgren                                                  | Premiär 16 maj 1842 5 föreställningar                              |
| 1842 | Michel Perrin, eller Polisspionen utan att veta om det Michel Perrin, L'Espion sans savoir                 | Mélesville och Anne-Honoré-Joseph Duveyrier Översättning O.D. Schwedler                                  | Premiär 22 maj 1842                                                |
| 1842 | Smyghandlarna Die Schleichhändler                                                                          | Ernst Raupach Översättning O.D. Schwedler                                                                | Premiär 22 maj 1842                                                |
| 1842 | Kean Kean, ou désordre et génie                                                                            | Alexandre Dumas den äldre, Emmanuel Théaulon och Frédéric de Courcy Översättning Magnus Martin af Pontin | Premiär 29 maj 1842                                                |
| 1842 | Richelieu                                                                                                  | Edward Bulwer-Lytton Översättning C.G. Jungberg                                                          | Premiär 30 maj 1842                                                |
| 1842 | En koja och ditt hjärta Une chaumière et son coeur                                                         | Eugène Scribe och Alphonse-Théodore Cerfbeer Översättning O.D. Schwedler                                 | Premiär 4 juni 1842                                                |
| 1842 | Jovial, stadstjänare och poet M. Jovial ou L'huissier chansonnier                                          | Emmanuel Théaulon och Adolphe Choquart Översättning Fredrik Nikolas Berg                                 | Premiär 4 juni 1842                                                |
| 1842 | Gustaf Eriksson Wasa Gustaf Wasa                                                                           | August von Kotzebue Bearbetning Ulrik Torsslow                                                           | Premiär 5 juni 1842                                                |
| 1842 | Gamla och nya tiden Alte und neue Zeit                                                                     | August Wilhelm Iffland Översättning Fredrik Nikolas Berg                                                 | Premiär 8 juni 1842                                                |
| 1842 | Brandskattningen Die Brandschatzung                                                                        | August von Kotzebue Översättning H.A. Kullberg                                                           | Premiär 8 juni 1842                                                |
| 1842 | Mjältsjukan Blue Devils                                                                                    | George Colman den yngre Översättning af Wannquist                                                        | Premiär 10 juni 1842                                               |
| 1842 | Recensenten och djuret Recensenten og dyret                                                                | Johan Ludvig Heiberg Översättning C. Wildner                                                             | Premiär 12 juni 1842                                               |
| 1842 | Den fridlöse Le proserit                                                                                   | Frédéric Soulié och Timothée Dehay Översättning Fredrik Nikolas Berg                                     | Premiär 4 juli 1842 9 föreställningar                              |
| 1842 | En glad dag A Quiet Day                                                                                    | John Oxenford Översättning L. Zetterholm                                                                 | Premiär 4 juli 1842                                                |
| 1842 | Japhet, eller Hittebarnen Japhet, ou La recherche d'un père                                                | Eugène Scribe och Louis-Émile Vanderburch Översättning Fredrik Nikolas Berg                              | Premiär 15 juli 1842 Fredrik Deland, Robert Broman, Herr Malmström |
| 1842 | Svärmodern och mågen La belle-mère et le gendre                                                            | Joseph-Isidore Samson Översättning G. Elgström                                                           | Premiär 18 juli 1842 6 föreställningar                             |
| 1842 | Den förlägne informatorn                                                                                   | | Premiär 27 juli 1842                                               |
| 1842 | Skärselden, eller Följ exemplet Witzigungen, oder Wie fesselt man die Gefangenen                           | Wilhelm Vogel Översättning Fredrik Nikolas Berg                                                          | Premiär 27 juli 1842 12 föreställningar                            |
| 1842 | Dumma Petter Der dumme Peter                                                                               | Karl von Holtei Översättning Fredrik Nikolas Berg                                                        | Premiär 5 augusti 1842                                             |
| 1842 | De bägge tjuvarna Les deux vouleurs                                                                        | Adolphe de Leuven och Léon-Lévy Brunswick Översättning Fredrik Nikolas Berg                              | Premiär 13 augusti 1842                                            |
| 1842 | Den rike och den fattige Le riche et le pauvre                                                             | Émile Souvestre Översättning Fredrik Nikolas Berg                                                        | Premiär 18 augusti 1842 6 föreställningar                          |
| 1842 | Strozzi och Martino, eller Konstpirationskonsten Bertrand et Raton ou L'art de conspirer                   | Eugène Scribe Översättning G. Backman                                                                    | Premiär 29 augusti 1842                                            |
| 1842 | Valeur et Compagnie Moiroud et compagnie                                                                   | Jean-François Bayard och Jules de Wailly Översättning Fredrik Nikolas Berg                               | Premiär 1 september 1842                                           |
| 1842 | Hin Ondes memoirer Les memoires du Diable                                                                  | Étienne Arago och Eugène Guinot Översättning Fredrik Nikolas Berg                                        | Premiär 7 september 1842                                           |
| 1842 | Frieri efter föreskrift Freiern nach Vorschrift oder Wenn Sie befehlen                                     | Carl Töpfer Översättning O.N. Tillgren                                                                   | Premiär 20 september 1842                                          |
| 1843 | Clarence, eller Släktingarna                                                                               | | Premiär 3 juli 1843 7 föreställningar                              |
| 1843 | Änklingen från Paris Un veuvage                                                                            | Joseph-Isidore Samson Översättning Fredrik Nikolas Berg                                                  | Premiär 3 juli 1843                                                |
| 1843 | Kriget med onkeln Der Krieg mit dem Onkel                                                                  | Carl Töpfer Översättning O.N. Tillgren                                                                   | Premiär 12 juli 1843                                               |
| 1843 | Hin Ondes memoirer Les memoires du Diable                                                                  | Étienne Arago och Eugène Guinot Översättning Fredrik Nikolas Berg                                        | Premiär 17 juli 1843                                               |
| 1843 | Tyrannen Le tyran d'une femme                                                                              | Jean-François Bayard och Charles Potron Översättning Fredrik Nikolas Berg                                | Premiär 27 juli 1843 6 föreställningar                             |
| 1843 | Ett klosteräventyr i kardinal Richelieus tid L'habit ne fait pas le moine                                  | Saint-Hilard och Duport Översättning Fredrik Nikolas Berg                                                | Premiär 27 juli 1843                                               |
| 1843 | Hortense de Robertville, eller De bägge lantjägarna Mademoiselle de Bois-Robert, ou les Deux garde-chasses | Narcisse Fournier Översättning Fredrik Nikolas Berg                                                      | Premiär 10 augusti 1843                                            |
| 1843 | Frieri efter föreskrift Freiern nach Vorschrift oder Wenn Sie befehlen                                     | Carl Töpfer Översättning O.N. Tillgren                                                                   | Premiär 10 augusti 1843                                            |
| 1843 | Fullmakten, eller Så går det till i smyg Les petits mystères de Paris                                      | Charles Dupeuty och Eugène Cormon Översättning Fredrik Nikolas Berg                                      | Premiär 26 augusti 1843 9 föreställningar                          |
| 1843 | Strozzi och Martino, eller Konspirationskonsten Bertrand et Raton ou L'art de conspirer                    | Eugène Scribe Översättning G. Backman                                                                    | Premiär 25 augusti 1843                                            |
| 1843 | Recensenten och djuret Recensenten og dyret                                                                | Johan Ludvig Heiberg Översättning C. Wildner                                                             | Premiär 26 augusti 1843                                            |
| 1843 | Smyghandlarna Die Schleichhändler                                                                          | Ernst Raupach Översättning O.D. Schwedler                                                                | Premiär 10 september 1843                                          |
| 1843 | Det levande porträttet Le portrait vivant                                                                  | Mélesville och Léon Laya Översättning Fredrik Nikolas Berg                                               | Premiär 11 september 1843                                          |
| 1843 | Rataplan, eller Den lille trumslagaren Rataplan ou Le petit tambour                                        | Sewrin och Augustin Vizentini Översättning Graffman                                                      | Premiär 11 september 1843                                          |
| 1843 | Valeur et Compagnie Moiroud et compagnie                                                                   | Jean-François Bayard och Jules de Wailly Översättning Fredrik Nikolas Berg                               | Premiär 14 september 1843                                          |
| 1843 | Den vansinniga, eller Dårhuset i Dijon La folle                                                            | Charles Desnoyer och Gérau Översättning F. Eimele                                                        | Premiär 27 september 1843 3 föreställningar                        |
| 1843 | Den förlägne informatorn                                                                                   | | Premiär 27 september 1843 14 föreställningar                       |
| 1843 | De bägge tjuvarna Les deux vouleurs                                                                        | Adolphe de Leuven och Léon-Lévy Brunswick Översättning Fredrik Nikolas Berg                              | Premiär 28 september 1843                                          |
| 1843 | Dumme Petter Der dumme Peter                                                                               | Karl von Holtei Översättning Fredrik Nikolas Berg                                                        | Premiär 24 september 1843                                          |
| 1843 | Mjältsjukan Blue Devils                                                                                    | George Colman den yngre Översättning af Wannquist                                                        | Premiär 29 september 1843                                          |
| 1843 | En glad dag A Quiet Day                                                                                    | John Oxenford Översättning L. Zetterholm                                                                 | Premiär 30 september 1843                                          |

## Pierre Deland, 1849-1861
| År   | Produktion                          | Upphovsmän | Noter               |
| ---- | ----------------------------------- | ---------- | ------------------- |
| 1860 | Stenhuggaren eller Mannen av folket |            | Premiär 28 maj 1860 |

## Knut Tivander
| År   | Produktion                                                     | Upphovsmän                                                                      | Noter                                 |
| ---- | -------------------------------------------------------------- | ------------------------------------------------------------------------------- | ------------------------------------- |
| 1875 | Mamsell Sundblad vill gifta sig                                | Berta Spanier                                                                   | Premiär 5 juni 1875                   |
| 1875 | Ett bröllop i Paris                                            |                                                                                 | Premiär 5 juni 1875                   |
| 1875 | Studentskor, femtio år före sin tid                            |                                                                                 | Premiär 7 juni 1875                   |
| 1875 | Tre förälskade poliskonstaplar                                 | Johan Jolin                                                                     | Premiär 2 juli 1875                   |
| 1875 | Frihetsbröderna Les Brigands                                   | Jacques Offenbach, Henri Meilhac och Ludovic Halévy                             | Premiär 6 juli 1875 fröken Rasmussen  |
| 1875 | Bror Jonathan eller Oxhandlaren från Småland                   | August Säfström efter Friedrich Kaisers original                                | Premiär 20 juli 1875                  |
| 1875 | Glada gossar Flotte Bursche                                    | Franz von Suppé och Josef Braun                                                 | Premiär 20 juli 1875 herr Löfgren     |
| 1875 | Sullivan                                                       | Mélesville                                                                      | Premiär 27 juli 1875                  |
| 1875 | Mjuka tjänare                                                  | Frans Hodell                                                                    | Premiär 2 augusti 1875                |
| 1875 | Storhertiginnan av Gerolstein La Grande-Duchesse de Gérolstein | Jacques Offenbach, Henri Meilhac och Ludovic Halévy Översättning Ernst Wallmark | Premiär 18 augusti 1875 Anna de Wahl  |
| 1875 | Herr Dardanell och hans äventyr på landet                      | August Blanche                                                                  | Premiär 28 augusti 1875               |
| 1875 | Prinsen av Conti Les Prés Saint-Gervais                        | Charles Lecocq, Victorien Sardou och Philippe Gille                             | Premiär 4 september 1875 Anna de Wahl |
| 1875 | Kronofogdarne eller Slåtterölet                                | Carl Envallsson och Johan David Zander                                          | Premiär 26 september 1875             |

## Albert Alberg, 1876-1878
| År   | Produktion                 | Upphovsmän                                               | Regi       | Noter                                              |
| ---- | -------------------------- | -------------------------------------------------------- | ---------- | -------------------------------------------------- |
| 1876 | Syrsan                     | Charlotte Birch-Pfeiffer                                 |            | Premiär 13 maj 1876 Magda von Dolcke, Gustaf Ranft |
| 1876 | Hur man processar          | Alfred Delacour och Alfred Hennequin                     |            |                                                    |
| 1876 | Matfriaren                 |                                                          |            |                                                    |
| 1876 | Pariserpojken              | Jean-François Bayard                                     |            |                                                    |
| 1876 | Mårten Gås                 |                                                          |            |                                                    |
| 1876 | En söndag på Amager        | Johanne Luise Heiberg                                    |            |                                                    |
| 1876 | Läderlappen                | Johann Strauss den yngre, Karl Haffner och Richard Genée |            |                                                    |
| 1876 | Jorden runt på åttio dagar | Jules Verne och Adolphe d'Ennery                         | Axel Bosin |                                                    |

## Axel BosinochRichard Wagner, 1882-1888
| År   | Produktion                        | Upphovsmän                                                                        | Noter |
| ---- | --------------------------------- | --------------------------------------------------------------------------------- | --- |
| 1883 | Lilla helgonet Mam'zelle Nitouche | Hervé, Henri Meilhac och Albert Millaud                                           | Premiär 18 augusti 1883 Sophie Cysch, Richard Wagner, herr Nilsson, Louis Rundqvist, herr Nyman, Clara Fornell, Virginia Paban Scenografi Carl Grabow |
| 1888 | Farinelli                         | Hermann Zumpe, F. Wilibald Wulff och Charles Cassmann Översättning Ernst Wallmark | Premiär 30 juni 1888 Victor Castegren, Hilda Castegren, Louis Rundqvist, fru Hedén, Carl Frank, Clara Fornell, Carl Lund, Richard Wagner, fru Jensen, Mathilda Caspér, Virginia Strandberg, Emil Pulchau, Fritz Strandberg, Pehr Gustaf Rådeström, herr Lundahl, fröken Johnson, Gustaf Salzenstein, fröken Sundqvist, fru Gransten, herr Hansson, Karl Peter Reinhold Walter, C. A. Lindroth                                                 |
| 1888 | Hin och smålänningen              | Frans Hedberg                                                                     | Premiär 11 september 1888 Richard Wagner, Herr Lindroth, Hedvig Henriette Caspér, Erland Wagner, Virginia Strandberg, Fröken Johnsson, Herr Lundahl, Herr Strömberg, Clara Fornell, Louis Rundqvist, Fröken Hodell, Emil Pulchau, Herr Svedberg, Fru Hedén, Carl Frank, Herr Hanson, Fru Jensen, Carl Lund, Fritz Strandberg, Herr Lindroth, Fröken B Holmström, Herr Åbjörnson, Karl Peter Reinhold Walter, Gustaf Salzenstein, Herr Örnberg |

## Henrik ChristiernssonochRichard Wagner, 1889-?
| År   | Produktion                  | Upphovsmän                                       | Regi                  | Noter |
| ---- | --------------------------- | ------------------------------------------------ | --------------------- | --- |
| 1889 | Jakten efter lyckan         | Franz von Suppé, Richard Genée och Bruno Zappert | Henrik Christiernsson | Premiär 2 juli 1889 Emil Linden, Oscar Byström, fröken Ekström, herr Hirsch, herr Pettersson, Alfrida Pettersson, fru Carlbeck, herr Franck, herr Rundqvist, herr Sondell, herr Örnberg, herr Ohlsson, herr Blomster, herr Hansson, Clara Fornell |
| 1889 | Ett köpmanshus i skärgården | Frans Hedberg efter Emelie Flygare-Carlén        |                       | Premiär 1 september 1889 |

## Albert Ranft, 1892-1916
| År   | Produktion                                    | Upphovsmän                                                   | Regi          | Noter |
| ---- | --------------------------------------------- | ------------------------------------------------------------ | ------------- | --- |
| 1893 | Picardan är hemma Une mission délicate        | Alexandre Bisson                                             |               | Premiär 12 juni 1893 Anders de Wahl, Oscar Eliason, Justus Hagman, Gustaf Ranft, Axel Hansson, Harald Sandberg                                                                                     |
| 1893 | Spökerierna på slottet, revy                  | Eric Sandberg                                                |               | Premiär 12 juni 1893 Anders de Wahl, Gustaf Ranft, Anna Sofia Rustan, Hulda Lindelöf, Harald Sandberg, Axel Hansson, Justus Hagman, fröken Magnusson, Arthur Stavenow, Oscar Eliason, fru Stavenow |
| 1894 | Charleys tant Charley's Aunt                  | Brandon Thomas                                               |               | Premiär 5 juni 1894 Anders de Wahl |
| 1894 | På Helgeandsholmen, revy                      | Eric Sandberg                                                |               | Anders de Wahl |
| 1905 | Madame Sherry                                 | Hugo Felix och Maurice Ordonneau                             |               | Premiär 3 maj 1905 Inga Berentz, Frida Falk, Rosa Grünberg, Edla Rothgardt, Axel Ringvall, Hr Ullman, Thorleif Allum, August Svensson Flyttad från Östermalmsteatern                               |
| 1905 | En sportidiot                                 | Kurt Kraatz                                                  |               | |
| 1905 | Tio millioner för en arvinge                  |                                                              |               | |
| 1906 | Toto-Tata                                     | Antoine Banès, Paul Bilhaud och Albert Barré                 |               | |
| 1906 | I lejonets kula                               |                                                              |               | |
| 1906 | Genom skärselden                              | Gustav Kadelburg                                             |               | |
| 1907 | Telefonhemligheter                            | Herman Hanslleiter och Max Reiman                            |               | Premiär 1 juni 1907 Oskar Textorius, Ester Textorius, Nils Arehn, Maja Arehn, Mia Hagman, Ernst Norée                                                                                              |
| 1907 | Den glada änkan – som varietédiva             |                                                              |               | Premiär 1 juni 1907 Emil Adami, Tyra Leijman-Uppström, Ernst Norée |
| 1907 | Familjen Bolero La Famille Boléro             | Maurice Hennequin och Paul Bilhaud Översättning Erik Haneson |               | Premiär 15 september 1907 Flyttad till Södra Teatern |
| 1909 | Varietésångerskan Clara Soleil                | Edmond Gondinet och Pierre Sivrac                            |               | Premiär 1 juni 1909 |
| 1909 | Nick Carter, eller En gårdsfest i 33:an, revy | Emil Norlander                                               |               | Premiär 1 juni 1909 Erik Berglund |
| 1910 | Niniche                                       | Marius Boullard, Maurice Hennequin och Albert Millaud        | Axel Bosin    | Premiär 1 juli 1910 22 föreställningar |
| 1910 | Duvslaget                                     | Maurice Hennequin och Pierre Veber                           | Axel Bosin    | Premiär 23 juli 1910 Flyttad till Södra Teatern 70 föreställningar |
| 1911 | Spökhotellet L'Hôtel du libre-échange         | Georges Feydeau och Maurice Desvalliéres                     |               | Premiär 26 maj 1911 18 föreställningar |
| 1911 | Bröllopsvillan                                | Richard Jaeger                                               |               | Premiär 1 juni 1911 5 föreställningar |
| 1911 | Offret Parisresan                             | Signe Lagerlöw-Sandell                                       |               | Premiär 5 juni 1911 Gästspel av Elin Svenssons teaterskola 1 föreställning |
| 1911 | Den fredlöse                                  | August Strindberg                                            |               | Premiär 5 juni 1911 Gästspel av Elin Svenssons teaterskola 1 föreställning |
| 1911 | Min toreador                                  | Julius Chancel                                               |               | Premiär 19 juni 1911 19 föreställningar |
| 1911 | Huller om buller Polnische Wirtschaft         | Jean Gilbert, Curt Kraatz och Georg Okonkowski               | Emil Linden   | Premiär 8 juli 1911 Flyttad till Södra Teatern 84 föreställningar |
| 1912 | Allt för firman                               | Maurice Hennequin                                            | Knut Nyblom   | Premiär 1 juni 1912 49 föreställningar |
| 1912 | Bilkurtis Das Autoliebchen                    | Jean Gilbert och Alfred Schönfeld                            | Emil Linden   | Premiär 26 juli 1912 Flyttad till Södra Teatern 59 föreställningar |
| 1913 | Charley's tant Charley's Aunt                 | Brandon Thomas                                               |               | Premiär 1 maj 1913 61 föreställningar |
| 1913 | Pariserluft Pariser Luft                      | Martin Knopf                                                 | Emil Linden   | Premiär 1 juni 1913 87 föreställningar |
| 1913 | Dansadvokaten                                 | Walter Schutte                                               | Emil Linden   | Premiär 28 augusti 1913 15 föreställningar |
| 1913 | Bilkurtis Das Autoliebchen                    | Jean Gilbert och Alfred Schönfeld                            | Emil Linden   | Premiär 13 september 1913 15 föreställningar |
| 1914 | Stockholmsflugor, revy                        | Emil Norlander                                               |               | Premiär 3 maj 1914 17 föreställningar |
| 1914 | Cornevilles klockor Les cloches de Corneville | Robert Planquette, Louis Clairville och Charles Gabet        |               | Premiär 21 maj 1914 11 föreställningar |
| 1914 | Som i ungdomens vår Wie einst in Mai          | Walter Kollo och Willy Bredschneider                         |               | Premiär 1 juni 1914 32 föreställningar |
| 1914 | Den glada papegojan                           | Heinz Lewin                                                  | Justus Hagman | Premiär 3 juli 1914 50 föreställningar |
| 1914 | Agathons luftresa Parkettsitz No 10           | Walter Goetze, Herman Haller och Willi Wolff                 |               | Premiär 3 september 1914 9 föreställningar |
| 1915 | Kvinnorövaren Le satyr                        | Georges Berr                                                 | Justus Hagman | Premiär 2 juni 1915 91 föreställningar |
| 1915 | Damen från strandbadet Die Schöne vom Strande | Victor Hollaender                                            |               | Premiär 1 september 1915 19 föreställningar |
| 1916 | Spökhotellet L'Hôtel du libre-échange         | Georges Feydeau och Maurice Maurice Desvalliéres             |               | Premiär 24 maj 1916 30 föreställningar |
| 1916 | Frökens man                                   | Gabriel Drégely                                              |               | Premiär 13 juni 1916 50 föreställningar |
| 1916 | Fröken Renées kärleksäventyr                  | Catulle Burrez                                               | Justus Hagman | Premiär 1 augusti 1916 37 föreställningar |
| 1916 | Fruar på krigsstråt Le Dindon                 | Georges Feydeau                                              | Albert Ranft  | Premiär 8 september 1916 25 föreställningar |

## Gustaf Collijn, 1916-1922
| År   | Produktion                                            | Upphovsmän                                               | Regi             | Noter                                                              |
| ---- | ----------------------------------------------------- | -------------------------------------------------------- | ---------------- | ------------------------------------------------------------------ |
| 1917 | Ett resande teatersällskap En födelsedag i gäldstugan | August Blanche                                           | Einar Fröberg    | Premiär 19 maj 1917 38 föreställningar                             |
| 1917 | Mästertjuven Le Costaud des épinettes                 | Tristan Bernard och Alfred Athis                         | Einar Fröberg    | Premiär 27 juni 1917 28 föreställningar                            |
| 1917 | Bara en komedi Jean den tredje Jean III               | Einar Fröberg Sacha Guitry                               |                  | Premiär 25 juli 1917 47 föreställningar                            |
| 1918 | Slavinnan från Rhodos Die Sklavin aus Rhodos          | Alexander Roda Roda och Gustav Meyrink                   |                  | Premiär 25 maj 1918 16 föreställningar                             |
| 1918 | Det svarta fåret                                      | Svend Rindom                                             | Einar Fröberg    | Premiär 11 juni 1918 17 föreställningar                            |
| 1918 | Fröken X, Box 1742 Wanted, A Husband                  | Cyril Harcourt                                           | Albert Ståhl     | Premiär 28 juni 1918 100 föreställningar                           |
| 1919 | Fröken X, Box 1742 Wanted, A Husband                  | Cyril Harcourt                                           | Albert Ståhl     | Premiär 17 maj 1919 16 föreställningar                             |
| 1919 | Man kan aldrig veta You Never Can Tell                | George Bernard Shaw                                      |                  | Premiär 3 juni 1919 34 föreställningar                             |
| 1919 | Fästmanssoffan                                        | Georg Nordensvan                                         |                  | Premiär 7 juli 1919 18 föreställningar                             |
| 1919 | Ta hand om Amelie Occupe-toi d'Amelie                 | Georges Feydeau                                          | Albert Ståhl     | Premiär 25 juli 1919 50 föreställningar                            |
| 1920 | Positivhalaren                                        | August Blanche                                           |                  | Premiär 15 maj 1920 14 föreställningar                             |
| 1920 | Hennes ideal                                          | Edgard Høyer                                             | Albert Ståhl     | Premiär 3 juni 1920 29 föreställningar                             |
| 1920 | En svag kvinna Une faible femme                       | Jacques Deval                                            |                  | Premiär 13 juli 1920 31 föreställningar                            |
| 1920 | Damen i skärt The Young Person in Pink                | Gertrude E. Jennings                                     | Albert Ståhl     | Premiär 13 augusti 1920 22 föreställningar                         |
| 1920 | Kvinnan du gav mig, revy                              | Ernst Rolf                                               |                  | Premiär 4 september 1920 58 föreställningar                        |
| 1921 | Läderlappen Die Fledermaus                            | Johann Strauss den yngre, Karl Haffner och Richard Genée | Fritz Fredy Saxi | Premiär 20 april 1921 Gästspel av Wienoperetten                    |
| 1921 | Zigenarbaronen Der Zigeunerbaron                      | Johann Strauss den yngre och Ignaz Schnitzer             | Ernst Binder     | Premiär 2 maj 1921 Gästspel av Wienoperetten                       |
| 1921 | Gökungen                                              | Einar Fröberg                                            | Einar Fröberg    | Premiär 11 maj 1921 60 föreställningar                             |
| 1921 | Min tant från Honfleur Ma tante d'Honfleur            | Paul Gavault                                             | Einar Fröberg    | Premiär 13 juli 1921 32 föreställningar                            |
| 1921 | Bolsjevikdiamanten, revy                              | Ernst Rolf                                               |                  | Premiär 15 augusti 1921 Scenografi Einar Nerman 34 föreställningar |
| 1921 | Onkel Vanja Дядя Ваня, Djadja Vanja                   | Anton Tjechov                                            |                  | Premiär 25 oktober 1921 11 föreställningar                         |
| 1922 | Den javanesiska dockan                                | Rudolf Lothar och Hans Bachwitz                          |                  | Premiär 1 juni 1922 42 föreställningar                             |
| 1922 | Dicky                                                 | Paul Armont och Marcel Gerbidon                          | Rune Carlsten    | Premiär 13 juli 1922 48 föreställningar                            |

## Ernst Eklund, 1923-
| År   | Produktion                              | Upphovsmän                                          | Regi               | Noter |
| ---- | --------------------------------------- | --------------------------------------------------- | ------------------ | --- |
| 1923 | Din nästas fästmö Just Married          | Adelaide Matthews och Ann Nichols                   |                    | Premiär 15 april 1923 75 föreställningar |
| 1923 | Sådan är hon Simone est comme ça        | Yves Mirande och Alex Madis                         | Tollie Zellman     | Premiär 2 juli 1923 42 föreställningar |
| 1923 | Eliza stannar Eliza Comes to Stay       | Henry V. Esmond                                     | Gösta Ekman        | Premiär 13 augusti 1923 Scenografi Carl Grabow och Gustaf Collijn 41 föreställningar |
| 1924 | Jag har en idé Tons Of Money            | Will Evans och Arthur Valentine                     | Rune Carlsten      | Premiär 30 maj 1924 Gösta Ekman, Doris Nelson, Dora Söderberg, Hilda Borgström 93 föreställningar |
| 1924 | Sådan är hon Simone est comme ça        | Yves Mirande och Alex Madis                         | Tollie Zellman     | Premiär 2 juli 1924 |
| 1924 | Eliza stannar Eliza Comes to Stay       | Henry V. Esmond                                     | Gösta Ekman        | Premiär 13 augusti 1924 Scenografi Carl Grabow och Gustaf Collijn 9 föreställningar |
| 1924 | Blott en människa                       | Jean Lindencrona                                    | Arthur Lindencrona | Premiär 26 oktober 1924 |
| 1925 | Maskopi Collusion                       | J. E. Harold Terry                                  | Rune Carlsten      | Premiär 1 juni 1925 20 föreställningar |
| 1925 | Gustaf III                              | August Strindberg                                   |                    | Premiär 16 juni 1925 7 föreställningar |
| 1925 | Peter Peter                             | Curt Goetz                                          |                    | Premiär 30 juni 1910 Scenografi Oliver Neerland 49 föreställningar |
| 1925 | Fröken X, Box 1742 Wanted, A Husband    | Cyril Harcourt                                      | Rune Carlsten      | Premiär 18 augusti 1910 41 föreställningar |
| 1926 | Kärlek och landstorm                    | Gideon Wahlberg och Walter Stenström                |                    | Premiär 9 maj 1926 5 föreställningar |
| 1926 | Cloclo                                  | Franz Lehár och Béla Jenbach                        | Oscar Winge        | Premiär 21 maj 1926 56 föreställningar |
| 1926 | Lilla helgonet Mam'zelle Nitouche       | Hervé, Henri Meilhac och Albert Millaud             |                    | Premiär 17 juli 1926 Scenografi Martin Ahlbom 50 föreställningar |
| 1927 | Skrämda kattor Seeing Things            | Margaret Mayo och Aubrey Kennedy                    | Erik Berglund      | Premiär 6 maj 1927 41 föreställningar |
| 1927 | Guldgrävare Gold-Diggers                | Avery Hopwood Översättning Björn Halldén            | Ernst Eklund       | Premiär 17 juni 1927 Alice Eklund, Ester Roeck-Hansen, Inga Tidblad, Gull Natorp, Stina Seelig, Ebba Gard, Karin Granberg, Olga Adamsen, Margot Adolphson, Ernst Eklund, Erik Berglund, Bror Öbergson, Einar Axelsson Scenografi Manne Runsten 41 föreställningar |
| 1927 | Charleys tant Charley's Aunt            | Brandon Thomas                                      | Elis Ellis         | Premiär 25 juli 1927 Elis Ellis, Erik Berglund, Ragnar Örnberger, Einar Axelsson, Eric Malmberg, Olga Adamsen, Karin Granberg, Bror Öbergson, Mimi Pollak, Anita Brodin 38 föreställningar                                                                        |
| 1928 | Tre små flickor Drei arme kleine Mädels | Walter Kollo, Hermann Feiner och Bruno Hardt-Warden | Nils Johannisson   | Premiär 25 maj 1928 Scenografi Poul Kanneworff 110 föreställningar |
| 1929 | S.k. kärlek This Thing Called Love      | Edwin J. Burke                                      | Harry Roeck-Hansen | Premiär 1 juni 1929 Scenografi Manne Runsten 20 föreställningar |